# 胃

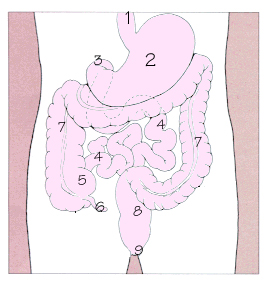
1. 食道 2. 胃 3. 十二指腸 4. 小腸 5. 盲腸 6. 虫垂 7. 大腸 8. 直腸 9. 肛門

胃（い、英語：stomach）は、消化器を構成する器官。

## ヒトの胃

### 位置
- 消化管の中で、食道の次に続き、十二指腸に繋がる。
- 横隔膜の下に位置し、腹腔内に突出する。腹腔内に突出する臓器を腹腔臓器と言う。肝臓の左側に位置する。
- 体表からは胸骨下縁、みぞおちの辺りに当たる。

ただし大きさ・位置に関しては個人差があり、胃が垂れ下がった胃下垂の状態になることもある。

### 構造
胃は消化管を成す管状の器官であり、入口と出口が狭く途中がふくらんで袋状の構造になっている。全体の形状は死体と生体で大きく異なり、生体では多くの場合、鈎形である。
食道に繋がる部分を噴門部、十二指腸につながる部分を幽門部、それ以外の部位を胃体部と言う。全体が左側に弧状に湾曲しており、噴門から幽門までが大きくふくらんでいる左側を大彎（だいわん）、ふくらみが小さく逆に反った形になっている右側を小彎（しょうわん）と呼ぶ。なお、胃底部と呼ばれるのは、胃の上部で噴門に近い部分のことで、この名は、かつて胃の検査をするときに臥位で行っていたため、そのときに見ると胃底が一番下側（背側）に位置することから付けられた。胃底部は横隔膜に接する。中身がない状態では、内側の壁は襞を作り縮んでいる（容積は約50ミリリットル）が、食後に食べ物でふくらんだ状態のときは、腹部前面に張り出したのが感じられる程度に膨らむ（いわゆる「満腹」の状態では、容積は1.5から1.8リットル）。幽門は第1腰椎右側に位置する。

#### 粘膜の微細構造と胃腺
胃の壁（胃壁）は、3層構造をしている。胃壁は内側から粘膜層、粘膜下層、固有筋層、漿膜下層、漿膜から成る。筋層の外側は腹膜で覆われている。なお、胃癌は胃壁のどの部位まで浸潤したかで進行度が判断される。
粘膜には、胃小窩（いしょうか）と呼ばれる微細な穴が無数に並んでいる。胃小窩の底には、胃腺（胃底腺）とよばれる管状の分泌腺が開口し、この腺が粘膜の最下層までのびている。この分泌腺からは、主に、塩酸と消化酵素のペプシノゲンが分泌される（胃液）。胃腺の細胞のうち、壁細胞（傍細胞）は胃酸（塩酸）および内因子を分泌し、主細胞はペプシンの前駆体であるペプシノゲンを分泌する。ペプシノゲンは生理活性が無いが、塩酸に反応することで活性型のペプシンに変化する。
なお、壁細胞から分泌される塩酸（胃酸）は胃の幽門前庭部に存在するG細胞から産生されるガストリン、副交感神経末端から分泌されるアセチルコリン、肥満細胞などから分泌されるヒスタミンによる刺激で内分泌される。胃の粘膜の表面をおおう副細胞は、塩酸の酸性とペプシンによる消化から細胞自身を守るため、粘液を分泌している。

### 機能
- 蛋白質はペプシンによって、ポリペプチド（ペプトン）と呼ばれる水溶性の分解産物に消化される。
- 食べ物が入ってくるとガストリンを血管内へ分泌してペプシノゲンの分泌を促進し、胃壁細胞からの胃酸分泌を促進し、胃壁細胞を増殖させる、等の消化活動を活発化する。
- 食べ物が十二指腸へ出てゆくと、十二指腸から内分泌されるセクレチンによってガストリン分泌が抑制され、消化活動を停止する。
- 内因子を分泌してビタミンB12の吸収に関与する。

などの機能を持つ。

#### 胃と胃液
強酸性の胃液が胃を自ら消化してしまわないのは、胃の副細胞から分泌される粘液で胃が覆われており、さらに胃液を中和する重曹も生成されているからである。また常にプロスタグランジンという活性物質の働きで細胞増殖を活発にして胃壁の損傷を最小限に抑えている。しかしストレスなどで副交感神経のバランスが崩れたりすると、胃液や消化酵素のコントロールが利かず自分自身を消化してしまう、つまり胃に穴が開く状態である「胃潰瘍」を引き起こす。

### 胃の疾患
- 胃炎
- 胃潰瘍...ストレスだけではなく、ヘリコバクター・ピロリ（ピロリ菌）によって引き起こされる場合もある。
- 胃癌
- 胃ポリープ
- 悪性リンパ腫
- 消化管間質腫瘍(GIST)
- 胃カルチノイド
- 胃粘膜下腫瘍
- 先天性肥厚性幽門狭窄症
- 胃静脈瘤
- 胃前庭部毛細血管拡張症(gastric antral vascular ectasia; GAVE, watermelon stomach)
- 胃アニサキス症
- 胃内異物
- 出血
- 穿孔

## 動物の胃
多くの哺乳類も人間と同じ単胃を持つが、鯨偶蹄類（イノシシ科を除く）、コロブス類、ナマケモノ類、カンガルー類（ニオイネズミカンガルーを除く）は3 - 4室に分かれた複胃を持つ。鳥類も2つの胃を持つが、哺乳類の複胃とは構成が大きく異なっている。複胃のうち食道に近い胃を前胃、遠い胃を後胃と呼ぶ。
偶蹄類のうち、ヤギやウシなどの真反芻類の複胃は前胃（第1胃、第2胃、第3胃）と後胃（第4胃）に分けられ、第1胃（瘤胃）と第2胃（網胃、蜂巣胃）はあわせて反芻胃とも呼ばれる。第1 - 2胃と第3胃（葉胃）の間は食道溝という溝で仕切られている。第4胃だけが消化液を分泌する腺を持つ本来の胃（腺胃）である。第1胃から第3胃までは食道が発達したもので咀嚼した食物を発酵させ、第4胃における消化を容易にすることが主な役割である。
これら家畜の胃は幅広い地域で食材としても用いられる。特にその空洞性から詰め物料理として用いられることも多い。
真反芻類と単胃のイノシシ科以外の偶蹄類は3つの室に分かれる。反芻を行うラクダ科や原始的な反芻類であるマメジカ科では第3胃を欠くか痕跡的であり、反芻を行わないカバ科やペッカリー科では食道溝もない。
鯨類には前胃（第1胃）、主胃（第2胃）、幽門胃（第3胃）の複胃があり、主胃に消化腺（胃腺）がある。主胃と幽門胃の間には連絡室という細い小室があり、主胃から幽門胃への食物の流動を制御する。なお十二指腸の先端部は膨大しているが、これは胃の一部とはみなされない。
ナマケモノ類の胃は大きく、細かくくびれた構造で、共生細菌によってセルロースを分解・消化する。コロブス類の胃もくびれにより3 - 4室に分かれており、前胃発酵消化を行う機能を持つほか、テングザルでは反芻行動も確認されている。カンガルー類も擬反芻という反芻によく似た行動をとることが知られている。
鳥類の胃は前胃と筋胃に分かれ、前胃が消化腺を持つ腺胃に該当する。筋胃は砂嚢とも呼ばれ、前胃で消化液と混合された食物をすりつぶす機能を持つ。
また、無脊椎動物の食物などが滞留する消化管を「胃」と称することもある。